# Gaïanisme

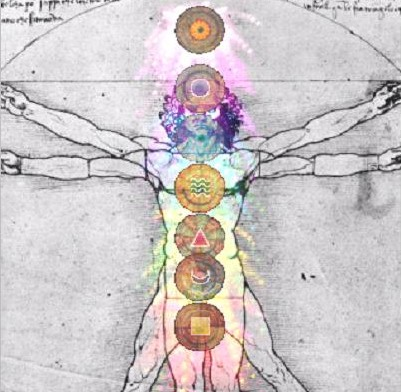

Le gaïanisme (aussi appelée religion Gaïa, avec un courant appelé New Age gaïan) est une opinion philosophique holistique et spirituelle partageant les expressions de diverses religions, comme les religions de la Terre et le paganisme, mais ne s'identifiant exclusivement avec aucune en particulier,.
Le terme décrit une philosophie et une vision du monde éthique qui, bien que non religieuse, implique une dévotion transpersonnelle à la terre en tant que superorganisme. Les pratiquants du Gaïanisme sont appelés Gaïens. Marcel Wissenburg (en) a décrit le Gaianisme comme une « variante moderne de la pensée philosophique du déterminisme ». Le Gaïanisme a été associée avec le courant New Age car ils partagent les mêmes points de vue, mais n'est généralement pas identifié comme en faisant partie intégrante. Le soutien scientifique de la croyance vient de l'hypothèse Gaïa et de la Théorie des systèmes vivants. Le soutien à l'homéostasie de Gaïa, l'activisme écologique avec une croyance spirituelle est compatible avec l'écologie profonde.